# Cantonul Challans
Cantonul Challans este un canton din arondismentul Sables-d'Olonne, departamentul Vendée, regiunea Pays de la Loire, Franța.

## Comune
- Bois-de-Céné
- Challans (reședință)
- Châteauneuf
- Froidfond
- La Garnache
- Sallertaine